# Ferris N’Goma
Ferris N’Goma (* 15. Juni 1993 in Limoges) ist ein französisch-kongolesischer Fußballspieler, der bei LB Châteauroux in der National unter Vertrag steht.

## Karriere

### Verein
N’Goma begann seine fußballerische Laufbahn bei den Amateurklubs aus Saint Louis Val de l'Aurence und aus Vienne. 2007 wechselte er zum FC Limoges und nur ein Jahr später in die Jugend des HSC Montpellier. Bei Montpellier machte er 2012/13 17 Spiele für die zweite Mannschaft in der National 3.

#### 2013 bis 2015: FC Limoges
Im Sommer 2013 kehrte er zurück zum FC Limoges, unterschrieb diesmal aber bei der ersten Mannschaft. Sein Debüt in der ihm bereits bekannten National 3 machte er am 19. Oktober 2013 (6. Spieltag) bei der 0:1-Niederlage gegen den FC Bayonnes nach Einwechslung. Am 9. November 2013 (8. Spieltag) schoss er sein erstes Tor für den Verein im Spiel gegen den Balma SC, als er die 1:0-Führung erzielte (Endstand: 2:0). Am Ende der Saison konnte er mit sieben Treffern in 20 Spielen einen großen Beitrag zum Aufstieg in die National 2 liefern.
In der neuen Liga debütierte er am 16. August 2014 (1. Spieltag) gegen den FC Pau in der Startelf. Am 18. Oktober 2014 (8. Spieltag) schoss er gegen Tarbes sein erstes Tor in der französischen vierten Liga, als er den 2:0-Zwischenstand erzielte (Endstand: 3:1). Dies war jedoch sein einziges Tor in 14 Saisoneinsätzen für Limoges.

#### 2015 bis 2018: US Orléans
2015 wechselte N’Goma in die National zur US Orléans. Er debütierte am 15. Januar 2016 (18. Spieltag) gegen Racing Straßburg, als er in der 88. Minute für Yannick Gomis ins Spiel kam. In der Saison kam er jedoch insgesamt nur zu drei Kurzeinsätzen. Orléans schaffte jedoch als Zweitplatzierter der Liga den Aufstieg in die Ligue 2.
Am 12. August 2016 (3. Spieltag) debütierte er im vollwertigen Profibereich, als er beim 2:0-Sieg gegen den AC Ajaccio in der 85. Minute für Farid Beziouen ins Spiel kam. Am 20. September 2016 (8. Spieltag) spielte er gegen den RC Lens das erste Mal über 45 Minuten und schoss direkt sein erstes Profitor. Mit Orléans stand er am Ende auf Platz 18 und musste in die Abstiegsrelegation, die man aber mit einem Gesamtergebnis von 2:0 gewann. N’Goma spielte insgesamt 20 Mal, wobei er ein Tor schoss und zwei vorlegte.
In der Folgesaison war er Stammspieler in der Ligue 2 und spielte 31 Spiele, wobei er zwei Tore schoss und eins vorlegte. Allerdings sah er auch eine gelb-rote Karte und eine glatt rote Karte.

#### 2018 bis 2021: Stade Brest
Im Sommer 2018 wechselte N’Goma zum Ligakonkurrenten und Aufstiegskandidaten Stade Brest. Das Debüt für sein neues Team gab er am 30. Juli 2018 (1. Spieltag) gegen den FC Metz in der Startformation. Am 1. März 2019 (27. Spieltag) schoss er gegen die LB Châteauroux sein erstes Tor im neuen Trikot. Bei Brest war er grundsätzlich Stammkraft, kam aber fast nur im rechten oder linken Mittelfeld zum Einsatz. Jedoch verhalf er seinem Team zum zweiten Platz in der Liga und somit dem Aufstieg in die Ligue 1.
Am 10. August 2019 (1. Spieltag) gab er sein Ligue-1-Debüt gegen den FC Toulouse, als er beim 1:1-Unentschieden in der 86. Minute für Mathias Autret eingewechselt wurde. Bei einem 5:0-Sieg über Racing Straßburg schoss er in der Nachspielzeit das 5:0 per Elfmeter und schoss somit sein erstes Tor im französischen Oberhaus. In der gesamten Saison kam er in der Liga jedoch nur zu zwei Kurzeinsätzen und dem einen Tor und saß sonst, wenn überhaupt, nur auf der Bank.
2020/21 war er nicht mehr Teil der Planung von Olivier Dall’Oglio und stand lediglich sechsmal im Spieltagskader.

#### Seit 2021: LB Châteauroux
Im Sommer 2021 wechselte er daraufhin ablösefrei zum gerade abgestiegenen, nun Drittligisten, LB Châteauroux. Am 6. August 2021 (1. Spieltag) debütierte er gegen die SO Cholet über die vollen 90 Minuten, als sein Team 2:0 gewann.

### Nationalmannschaft
N’Goma kam bislang zu zwei Einsätzen für die französische U17-Nationalmannschaft.

## Erfolge
FC Limoges
- Aufstieg in die National 2: 2014

US Orléans
- Aufstieg in die Ligue 2: 2016

Stade Brest
- Zweiter der Ligue 2 und Aufstieg in die Ligue 1: 2019